# Шапинсей
Шапинсей (англ. Shapinsay) — один из Оркнейских островов, архипелага в составе Британских островов у северной оконечности Шотландии. Находится чуть севернее Мейнленда, в 6 км от административного центра Оркней Керкуолла.

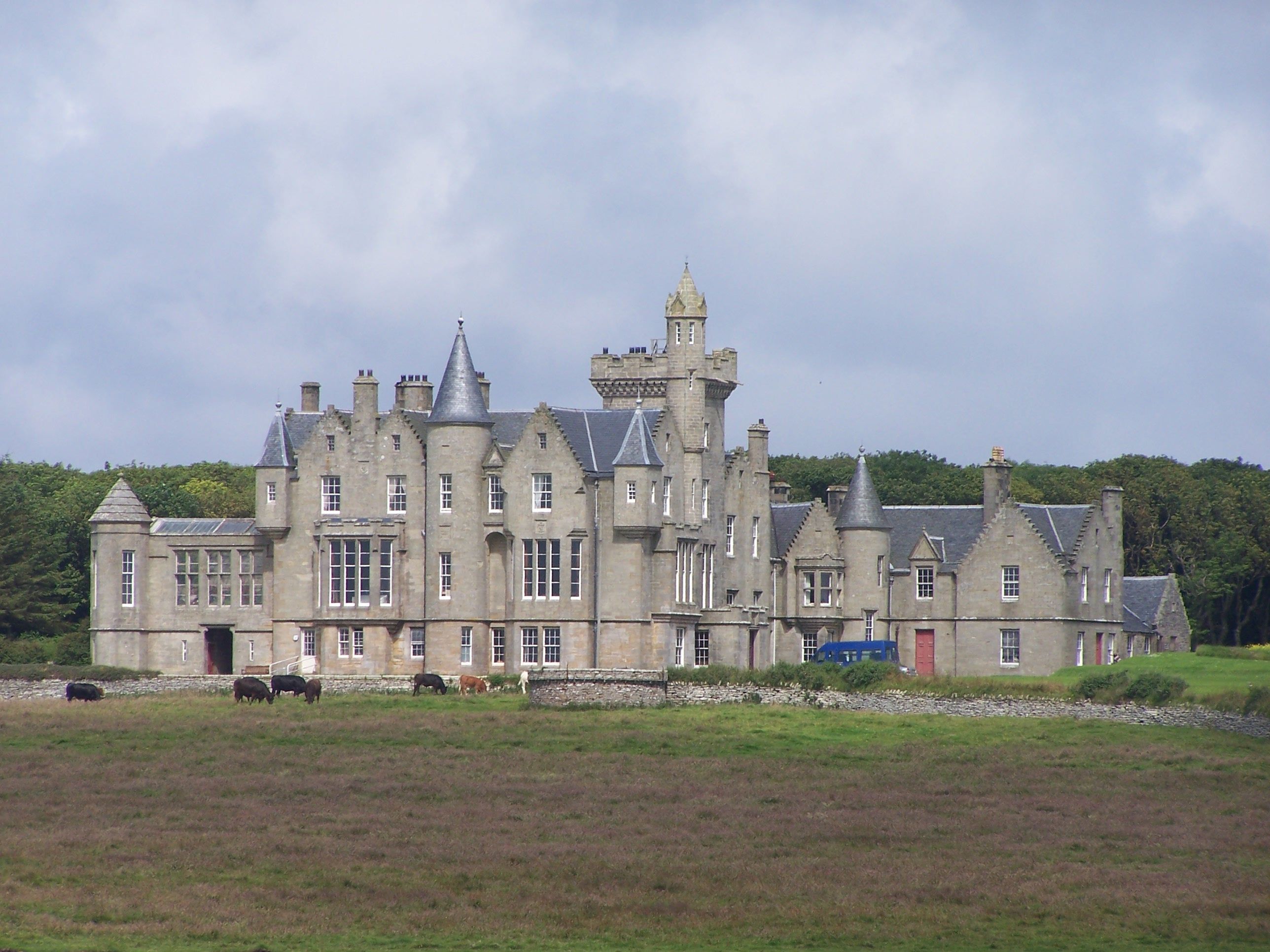
Замок Балфур.

При площади 29,48 км² это восьмой по величине остров архипелага. Рельеф в основном равнинный, почвы плодородны и используются в сельском хозяйстве.
Основной достопримечательностью острова является баронский замок Балфур в одноименной деревне на юго-западе острова. Оттуда же отправляются паромы в Керкуолл.
На острове в 1793—1805 годах жил и работал Джордж Бари (1748—1805), автор «Истории Оркнейских островов» (1805).